# Похитители книг (саундтрек)
«Похитители книг» — пятый студийный альбом российской рок-группы «Мумий Тролль», вышедший 24 февраля 2004 года. Является саундтреком к одноименному фильму режиссёра Леонида Рыбакова, вышедшему в феврале 2004 года.
Запись была произведена в студии UPE SSS (Сигулда, Латвия) в январе 2003 года.

## Список композиций
| №   | Название                                 | Текст песни    | Музыка         | Длительность |
| --- | ---------------------------------------- | -------------- | -------------- | ------------ |
| 1.  | «Такие девчонки»                         | Илья Лагутенко | Илья Лагутенко | 4:39         |
| 2.  | «Фламенко Красотки ч. 2»                 | (инструментал) | Юрий Цалер     | 0:36         |
| 3.  | «Фламенко Красотки ч. 1»                 | Илья Лагутенко | Юрий Цалер     | 1:03         |
| 4.  | «Где такой я?»                           | Илья Лагутенко | Илья Лагутенко | 6:35         |
| 5.  | «Твоя летняя»                            | Илья Лагутенко | Илья Лагутенко | 2:55         |
| 6.  | «Золотые ворота»                         | Илья Лагутенко | Илья Лагутенко | 3:57         |
| 7.  | «Водопады слёз»                          | Илья Лагутенко | Илья Лагутенко | 3:54         |
| 8.  | «Зелёный Rocks»                          | (инструментал) | Юрий Цалер     | 0:54         |
| 9.  | «Зелёный Rocks» (Gangster Drive-By Mix)  |                |                | 3:18         |
| 10. | «Медведица (feat. Linda Leen и Яна Кей)» | Илья Лагутенко | Илья Лагутенко | 3:54         |
| 11. | «Боксёрский Вальс ч. 2 «Карамель»»       | Илья Лагутенко | Юрий Цалер     | 1:33         |
| 12. | «Боксёрский Вальс»                       | (инструментал) | Юрий Цалер     | 2:38         |
| 13. | «Боксёрский Funky Вальс»                 |                |                | 4:50         |
| 14. | «Такие Девчонки» (Android mix)           |                |                | 4:59         |

| №   | Название                    | Длительность |
| --- | --------------------------- | ------------ |
| 15. | «Медведица» (Bestoloch mix) | 4:04         |

## Радиосинглы
Песни «Медведица», «Где такой я?» и «Такие девчонки» участвовали в хит-параде Нашего радио «Чартова дюжина».
| Песня          | Дата премьеры   | Недель в Чартовой дюжине | Наивысшая позиция |
| -------------- | --------------- | ------------------------ | ----------------- |
| Медведица      | 21 ноября 2003  | 6                        | 8                 |
| Где такой я?   | 20 февраля 2004 | 3                        | 12                |
| Такие девчонки | 11 июня 2004    | 5                        | 9                 |

## Выходные данные
- Запись произведена в студии UPE SSS (Сигулда, Латвия) в январе 2003 года.
- Инженеры: Gints Sola и Kaspars Tobis.
- Аккордеон: Kaspars Tobis.
- Видео Медведица — производство Вилксфильма, www.vilks.com
- Дизайн CD: Денис Барковский, Pixel Fluids, Москва.